# Хрватски лабуристи — Странка рада
Хрватски лабуристи — Странка рада је парламентарна политичка партија у Хрватској. У Хрватском сабору има шест посланика а у Европском парламенту једног посланика-посматрача.
Основана је у сврху удруживања хрватских држављана којима је рад основа личног и друштвеног напретка, моралних вредности, као и средство да своју политичку вољу изразе заступањем у представничким телима у Републици Хрватској, Европском парламенту и на функцијама чији се избор врши непосредним изборима.
Хрватски лабуристи — Странка рада, као странка реда, критеријума и поштења, верују да политика мора извирати из вредности демократије, истине, друштвене солидарности и права на достојанство радника, уз поштени, отворени, јавни и транспарентни политички рад. Странка је основана првенствено из разлога борбе против корупције, лажних вредности, непотизма, клијентелизма, и осталих болести савременог друштва, против којих се бори редом, радом, стручношћу и одговорношћу.
На седмим парламентарним изборима одржаним 2011. године, уједно и својим првим изборима, Странка је освојила шест мандата.